# Lynn Anderson

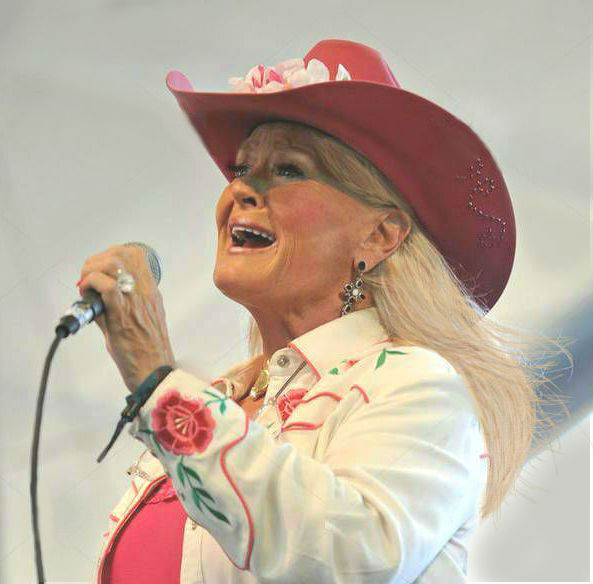
Lynn Anderson (2010)

Lynn Rene Anderson (* 26. September 1947 in Grand Forks, North Dakota; † 30. Juli 2015 in Nashville, Tennessee) war eine US-amerikanische mit dem Grammy ausgezeichnete Country-Sängerin, die 1970 durch den Welthit Rose Garden bekannt wurde. Darüber hinaus gelangen ihr 60 Hits in den amerikanischen Country-Charts. Neben Dolly Parton, Loretta Lynn und Tammy Wynette gehörte sie zu den erfolgreichsten Country-Sängerinnen der 1970er Jahre.

## Karriere
Als Tochter der bekannten Songwriterin Liz Anderson kam sie schon früh mit der Country-Musik in Berührung. Entdeckt wurde sie 1965, als sie ihre Mutter nach Nashville begleitete, die dort einen BMI Award entgegennahm. Noch im gleichen Jahr erhielt Lynn bei dem kleineren Label Chart einen Plattenvertrag. 1966 erschien ihre erste Solo-Single, es folgte ein Auftritt in der Grand Ole Opry. Von 1967 bis 1969 hatte sie mit If I Kiss You (Will You Go Away), Promises, Promises, No Another Time und That’s a No No vier Top-Ten-Hits in den Country-Charts, neun weitere Singles erreichten dort die Top 20.
1969 wechselte Anderson zu Columbia Records. Hier gelang ihr kurz darauf mit Rose Garden einer der größten Country-Hits aller Zeiten. Der Titel konnte sich zudem hoch in den internationalen Pop-Charts platzieren und brachte ihr einen Grammy sowie weitere Auszeichnungen ein. In den USA erreichte die Single Platz 3, ebenso in Großbritannien. In Deutschland kam die Platte auf Platz 1 und konnte sich dort vier Wochen lang halten. Es folgten zahlreiche weitere Erfolge, darunter die Nummer-1-Hits in den US-Country-Charts: You’re My Man, How Can I Unlove You (1971), Keep Me in Mind (1973) und What a Man, My Man Is (1974). In den Pop-Hitlisten gelang ihr jedoch kein weiterer Top-40-Hit.
Ab Mitte der 1970er Jahre ließen Andersons Erfolge langsam nach, dennoch veröffentlichte sie unermüdlich weitere Alben und kam auch weiterhin mit ihren Singles in die Charts. Ihr letzter Top-10-Erfolg gelang ihr 1983 im Duett mit Gary Morris: You’re Welcome to Tonight. Daneben betätigte sie sich auch gelegentlich als Schauspielerin (u. a. 1977 als Country-Sängerin Sue Ann Grainger in der Folge „Damals in Pittsville“ der TV-Krimiserie Starsky & Hutch) und erwarb sich einen Ruf als passionierte Reiterin und Pferdezüchterin. Auch auf diesem Gebiet gewann sie zahlreiche Auszeichnungen. Anderson blieb der Country-Musik verbunden und veröffentlichte weiter in mehrjährigen Abständen Alben, zuletzt Cowgirl (2006), Cowgirl II (2010) und Bridges (2015). Für das Album The Bluegrass Sessions erhielt sie 2014 ihre letzte Grammy-Nominierung. Ihr letzter Hit in den Country-Charts datiert aus dem Jahre 1989.

## Privates
Lynn Anderson war von 1968 bis 1977 mit dem Country-Musiker Glenn Sutton verheiratet. Aus dieser Ehe ging ein Kind hervor. Zwei weitere Kinder stammen aus der Ehe mit Harold Stream III. Diese Ehe hielt von 1978 bis 1982.
Nach einem Urlaub in Italien wurde sie wegen einer Lungenentzündung in ein Krankenhaus in Nashville eingeliefert. Dort starb sie am 30. Juli 2015 im Alter von 67 Jahren an einem Herzinfarkt.

## Diskografie

### Alben
| Jahr | Titel                                          | Höchstplatzierung, Gesamtwochen, AuszeichnungChartplatzierungen (Jahr, Titel, Platzierungen, Wochen, Auszeichnungen, Anmerkungen) | Höchstplatzierung, Gesamtwochen, AuszeichnungChartplatzierungen (Jahr, Titel, Platzierungen, Wochen, Auszeichnungen, Anmerkungen) | Höchstplatzierung, Gesamtwochen, AuszeichnungChartplatzierungen (Jahr, Titel, Platzierungen, Wochen, Auszeichnungen, Anmerkungen) | Anmerkungen                                                                                                 |
| Jahr | Titel                                          | UK | US | Country | Anmerkungen                                                                                                 |
| ---- | ---------------------------------------------- | --- | --- | --- | --- |
| 1967 | Ride, Ride, Ride                               | — | — | Country25 (7 Wo.)Country | Erstveröffentlichung: März 1967                                                                             |
| 1967 | Promises, Promises                             | — | — | Country1 (48 Wo.)Country | Erstveröffentlichung: Dezember 1967                                                                         |
| 1968 | Big Girls Don’t Cry                            | — | — | Country11 (18 Wo.)Country | Erstveröffentlichung: Juli 1968                                                                             |
| 1969 | With Love, from Lynn                           | — | US197 (2 Wo.)US | Country22 (11 Wo.)Country | Erstveröffentlichung: März 1969                                                                             |
| 1969 | At Home with Lynn                              | — | — | Country19 (17 Wo.)Country | Erstveröffentlichung: Juli 1969                                                                             |
| 1969 | Songs That Made Country Girls Famous           | — | — | Country9 (16 Wo.)Country | Erstveröffentlichung: November 1969                                                                         |
| 1970 | Uptown Country Girl                            | — | — | Country29 (9 Wo.)Country | Erstveröffentlichung: Februar 1970                                                                          |
| 1970 | Stay There ’Til I Get There                    | — | — | Country28 (17 Wo.)Country | Erstveröffentlichung: Mai 1970                                                                              |
| 1970 | No Love at All                                 | — | — | Country22 (11 Wo.)Country | Erstveröffentlichung: August 1970                                                                           |
| 1970 | Rose Garden                                    | UK45 (1 Wo.)UK | US19 Platin · (33 Wo.)US | Country1 (77 Wo.)Country | Erstveröffentlichung: Dezember 1970 Backgroundgesang: The Jordanaires und The Nashville Edition             |
| 1971 | You’re My Man                                  | — | US99 (14 Wo.)US | Country1 (31 Wo.)Country | Erstveröffentlichung: Juli 1971 Backgroundgesang: The Jordanaires                                           |
| 1971 | How Can I Unlove You                           | — | US132 (5 Wo.)US | Country2 (23 Wo.)Country | Erstveröffentlichung: Oktober 1971 erschien mit Bonus-Single inkl. Frank Jones Interview with Lynn Anderson |
| 1972 | Cry                                            | — | US114 (9 Wo.)US | Country2 (29 Wo.)Country | Erstveröffentlichung: März 1972                                                                             |
| 1972 | Listen to a Country Song                       | — | US160 (7 Wo.)US | Country3 (16 Wo.)Country | Erstveröffentlichung: Juli 1972                                                                             |
| 1973 | Keep Me In Mind                                | — | — | Country7 (12 Wo.)Country | Erstveröffentlichung: Januar 1973                                                                           |
| 1973 | Top of the World                               | — | US179 (3 Wo.)US | Country7 (28 Wo.)Country | Erstveröffentlichung: Juni 1973 Backgroundgesang: The Nashville Edition                                     |
| 1974 | Smile for Me                                   | — | — | Country14 (11 Wo.)Country | Erstveröffentlichung: März 1974                                                                             |
| 1974 | What a Man My Man Is                           | — | — | Country18 (7 Wo.)Country | Erstveröffentlichung: November 1974                                                                         |
| 1975 | I’ve Never Loved Anyone More                   | — | — | Country20 (10 Wo.)Country | Erstveröffentlichung: August 1975                                                                           |
| 1976 | All the Kings Horses                           | — | — | Country28 (7 Wo.)Country | Erstveröffentlichung: März 1976                                                                             |
| 1977 | Wrap Your Love All Around Your Man             | — | — | Country28 (8 Wo.)Country | |
| 1977 | I Love What Love Is Doing to Me / He Ain’t You | — | — | Country48 (7 Wo.)Country | |
| 1979 | Outlaw Is Just a State of Mind                 | — | — | Country29 (11 Wo.)Country | Erstveröffentlichung: März 1979                                                                             |
| 1980 | Even Cowgirls Get the Blues                    | — | — | Country37 (11 Wo.)Country | |
| 1983 | Back                                           | — | — | Country61 (7 Wo.)Country | |

Weitere Studioalben
- 1971: The Christmas Album
- 1978: From the Inside
- 1988: What She Does Best
- 1992: Cowboy’s Sweetheart
- 1998: Latest and Greatest
- 1999: Home for the Holidays
- 2005: The Bluegrass Sessions
- 2008: Cowgirl
- 2010: Cowgirl II
- 2015: Bridges

### Kompilationen
| Jahr | Titel                                   | Höchstplatzierung, Gesamtwochen, AuszeichnungChartplatzierungen (Jahr, Titel, Platzierungen, Wochen, Auszeichnungen, Anmerkungen) | Höchstplatzierung, Gesamtwochen, AuszeichnungChartplatzierungen (Jahr, Titel, Platzierungen, Wochen, Auszeichnungen, Anmerkungen) | Anmerkungen |
| Jahr | Titel                                   | US | Country | Anmerkungen |
| ---- | --------------------------------------- | --- | --- | ----------- |
| 1968 | The Best of Lynn Anderson               | US180 (3 Wo.)US | Country29 (15 Wo.)Country |             |
| 1971 | The World of Lynn Anderson              | US174 (4 Wo.)US | Country13 (23 Wo.)Country |             |
| 1972 | Lynn Anderson’s Greatest Hits           | US129 Gold · (14 Wo.)US | Country3 (29 Wo.)Country |             |
| 1976 | Lynn Anderson’s Greatest Hits, Volume 2 | — | Country41 (5 Wo.)Country |             |

Weitere Kompilationen
- 1970: Songs My Mother Wrote
- 1971: Lynn Anderson’s Greatest Hits, Vol. 1
- 1971: Lynn Anderson with Strings
- 1971: Lynn Anderson
- 1981: Encore
- 1982: The Best of Lynn Anderson: Memories and Desires
- 1996: The Best of Lynn Anderson
- 1999: Anthology: The Columbia Years
- 1999: Anthology: The Chart Years
- 2005: Greatest Hits
- 2006: 16 Biggest Hits
- 2012: Country: Lynn Anderson
- 2014: The Essential Lynn Anderson

### Singles
| Jahr | Titel Album                                                                   | Höchstplatzierung, Gesamtwochen/‑monate, AuszeichnungChartplatzierungen (Jahr, Titel, Album, Platzierungen, Wochen/Monate, Auszeichnungen, Anmerkungen) | Höchstplatzierung, Gesamtwochen/‑monate, AuszeichnungChartplatzierungen (Jahr, Titel, Album, Platzierungen, Wochen/Monate, Auszeichnungen, Anmerkungen) | Höchstplatzierung, Gesamtwochen/‑monate, AuszeichnungChartplatzierungen (Jahr, Titel, Album, Platzierungen, Wochen/Monate, Auszeichnungen, Anmerkungen) | Höchstplatzierung, Gesamtwochen/‑monate, AuszeichnungChartplatzierungen (Jahr, Titel, Album, Platzierungen, Wochen/Monate, Auszeichnungen, Anmerkungen) | Höchstplatzierung, Gesamtwochen/‑monate, AuszeichnungChartplatzierungen (Jahr, Titel, Album, Platzierungen, Wochen/Monate, Auszeichnungen, Anmerkungen) | Höchstplatzierung, Gesamtwochen/‑monate, AuszeichnungChartplatzierungen (Jahr, Titel, Album, Platzierungen, Wochen/Monate, Auszeichnungen, Anmerkungen) | Anmerkungen                                         |
| Jahr | Titel Album                                                                   | DE | AT | CH | UK | US | Country | Anmerkungen                                         |
| ---- | ----------------------------------------------------------------------------- | --- | --- | --- | --- | --- | --- | --------------------------------------------------- |
| 1966 | Ride, Ride, Ride                                                              | — | — | — | — | — | Country36 (17 Wo.)Country | Erstveröffentlichung: Oktober 1966                  |
| 1967 | Keeping Up Appearances –                                                      | — | — | — | — | — | Country49 (6 Wo.)Country | Erstveröffentlichung: Januar 1967                   |
| 1967 | If I Kiss You (Will You Go Away) Ride, Ride, Ride                             | — | — | — | — | — | Country5 (19 Wo.)Country | Erstveröffentlichung: Februar 1967                  |
| 1967 | Too Much of You Ride, Ride, Ride                                              | — | — | — | — | — | Country28 (13 Wo.)Country | Erstveröffentlichung: Juli 1967                     |
| 1967 | Promises, Promises                                                            | — | — | — | — | — | Country4 (18 Wo.)Country | Erstveröffentlichung: November 1967                 |
| 1968 | No Another Time Promises, Promises                                            | — | — | — | — | — | Country8 (14 Wo.)Country | Erstveröffentlichung: März 1968                     |
| 1968 | Big Girls Don’t Cry                                                           | — | — | — | — | — | Country12 (14 Wo.)Country | Erstveröffentlichung: Juli 1968                     |
| 1968 | Flattery Will Get You Everywhere With Love, from Lynn                         | — | — | — | — | — | Country11 (14 Wo.)Country | Erstveröffentlichung: Oktober 1968                  |
| 1969 | Our House Is Not a Home With Love, from Lynn                                  | — | — | — | — | — | Country18 (12 Wo.)Country | Erstveröffentlichung: Februar 1969                  |
| 1969 | That’s a No No At Home with Lynn                                              | — | — | — | — | — | Country2 (15 Wo.)Country | Erstveröffentlichung: Juli 1969                     |
| 1969 | He’d Still Love Me Uptown Country Girl                                        | — | — | — | — | — | Country15 (12 Wo.)Country | Erstveröffentlichung: November 1969                 |
| 1970 | I’ve Been Everywhere Uptown Country Girl                                      | — | — | — | — | — | Country16 (10 Wo.)Country | Erstveröffentlichung: Januar 1970                   |
| 1970 | Stay There ’Til I Get There                                                   | — | — | — | — | — | Country7 (16 Wo.)Country | Erstveröffentlichung: Februar 1970                  |
| 1970 | No Love at All                                                                | — | — | — | — | — | Country15 (12 Wo.)Country | Erstveröffentlichung: Juni 1970                     |
| 1970 | Rose Garden                                                                   | DE1 (6½ Mt.)DE | AT4 (1 Mt.)AT | CH1 (16 Wo.)CH | UK3 Silber · (20 Wo.)UK | US3 Gold · (17 Wo.)US | Country1 (20 Wo.)Country | Erstveröffentlichung: 8. Oktober 1970               |
| 1970 | I’m Alright Songs That Made Country Girls Famous                              | — | — | — | — | — | Country20 (11 Wo.)Country | Erstveröffentlichung: Oktober 1970                  |
| 1970 | It Wasn’t God Who Made Honky Tonk Angels Songs That Made Country Girls Famous | — | — | — | — | — | Country20 (13 Wo.)Country | Erstveröffentlichung: 21. Dezember 1970             |
| 1971 | You’re My Man                                                                 | — | — | — | — | US63 (6 Wo.)US | Country1 (15 Wo.)Country | Erstveröffentlichung: April 1971                    |
| 1971 | Jim Dandy How Can I Unlove You                                                | — | — | — | — | — | Country74 (3 Wo.)Country | Erstveröffentlichung: April 1971                    |
| 1971 | How Can I Unlove You                                                          | — | — | — | — | US63 (7 Wo.)US | Country1 (16 Wo.)Country | Erstveröffentlichung: August 1971                   |
| 1971 | He Even Woke Me Up To Say Goodbye How Can I Unlove You                        | — | — | — | — | — | Country54 (5 Wo.)Country | Erstveröffentlichung: Juli 1971                     |
| 1972 | Cry                                                                           | — | — | — | — | US71 (5 Wo.)US | Country3 (16 Wo.)Country | Erstveröffentlichung: Januar 1972                   |
| 1972 | Listen to a Country Song                                                      | — | — | — | — | — | Country4 (13 Wo.)Country | Erstveröffentlichung: Mai 1972                      |
| 1972 | Fool Me Listen to a Country Song                                              | — | — | — | — | — | Country4 (14 Wo.)Country | Erstveröffentlichung: Oktober 1972                  |
| 1973 | Keep Me in Mind                                                               | — | — | — | — | — | Country1 (16 Wo.)Country | Erstveröffentlichung: Januar 1973                   |
| 1973 | Top of the World                                                              | — | — | — | — | US74 (10 Wo.)US | Country2 (15 Wo.)Country | Erstveröffentlichung: Mai 1973 Original: Carpenters |
| 1973 | Sing About Love Top of the World                                              | — | — | — | — | — | Country3 (17 Wo.)Country | Erstveröffentlichung: September 1973                |
| 1974 | Smile for Me                                                                  | — | — | — | — | — | Country15 (13 Wo.)Country | Erstveröffentlichung: Februar 1974                  |
| 1974 | Talkin’ to the Wall Smile for Me                                              | — | — | — | — | — | Country7 (14 Wo.)Country | Erstveröffentlichung: Juni 1974                     |
| 1974 | What a Man My Man Is                                                          | — | — | — | — | US93 (3 Wo.)US | Country1 (13 Wo.)Country | Erstveröffentlichung: Oktober 1974                  |
| 1975 | He Turns It into Love Again I’ve Never Loved Anyone More                      | — | — | — | — | — | Country13 (12 Wo.)Country | Erstveröffentlichung: Februar 1975                  |
| 1975 | I’ve Never Loved Anyone More                                                  | — | — | — | — | — | Country14 (14 Wo.)Country | Erstveröffentlichung: Juni 1975                     |
| 1975 | Paradise All the King’s Horses                                                | — | — | — | — | — | Country26 (11 Wo.)Country | Erstveröffentlichung: Oktober 1975                  |
| 1976 | All the King’s Horses                                                         | — | — | — | — | — | Country20 (14 Wo.)Country | Erstveröffentlichung: Januar 1976                   |
| 1976 | Rodeo Cowboy All the King’s Horses                                            | — | — | — | — | — | Country62 (3 Wo.)Country | Erstveröffentlichung: Mai 1976                      |
| 1976 | Sweet Talkin’ Man Wrap Your Love All Around Your Man                          | — | — | — | — | — | Country23 (11 Wo.)Country | Erstveröffentlichung: September 1976                |
| 1977 | Wrap Your Love All Around Your Man                                            | — | — | — | — | — | Country12 (14 Wo.)Country | Erstveröffentlichung: Januar 1977                   |
| 1977 | I Love What Love Is Doing to Me I Love What Love Is Doing to Me/He Ain’t You  | — | — | — | — | — | Country22 (10 Wo.)Country | Erstveröffentlichung: Mai 1977                      |
| 1977 | He Ain’t You I Love What Love Is Doing to Me/He Ain’t You                     | — | — | — | — | — | Country19 (12 Wo.)Country | Erstveröffentlichung: August 1977                   |
| 1977 | We Got Love I Love What Love Is Doing to Me/He Ain’t You                      | — | — | — | — | — | Country26 (13 Wo.)Country | Erstveröffentlichung: November 1977                 |
| 1978 | Rising Above It All From the Inside                                           | — | — | — | — | — | Country44 (9 Wo.)Country | Erstveröffentlichung: April 1978                    |
| 1978 | Last Love of My Life From the Inside                                          | — | — | — | — | — | Country43 (8 Wo.)Country | Erstveröffentlichung: August 1978                   |
| 1979 | Isn’t It Always Love Outlaw Is Just a State of Mind                           | — | — | — | — | — | Country10 (13 Wo.)Country | Erstveröffentlichung: Februar 1979                  |
| 1979 | I Love How You Love Me Outlaw Is Just a State of Mind                         | — | — | — | — | — | Country18 (12 Wo.)Country | Erstveröffentlichung: Juni 1979                     |
| 1979 | Sea of Heartbreak Outlaw Is Just a State of Mind                              | — | — | — | — | — | Country33 (9 Wo.)Country | Erstveröffentlichung: Oktober 1979                  |
| 1980 | Even Cowgirls Get the Blues                                                   | — | — | — | — | — | Country26 (13 Wo.)Country | Erstveröffentlichung: Mai 1980                      |
| 1980 | Blue Baby Blue Even Cowgirls Get the Blues                                    | — | — | — | — | — | Country27 (13 Wo.)Country | Erstveröffentlichung: Oktober 1980                  |
| 1983 | You Can’t Lose What You Never Had Back                                        | — | — | — | — | — | Country42 (11 Wo.)Country | Erstveröffentlichung: März 1983                     |
| 1983 | What I Learned from Loving You Back                                           | — | — | — | — | — | Country18 (16 Wo.)Country | Erstveröffentlichung: Juli 1983                     |
| 1983 | You’re Welcome to Tonight Back                                                | — | — | — | — | — | Country9 (23 Wo.)Country | Erstveröffentlichung: Dezember 1983 mit Gary Morris |
| 1986 | Didn’t We Shine –                                                             | — | — | — | — | — | Country45 (9 Wo.)Country | Erstveröffentlichung: Dezember 1986                 |
| 1987 | Read Between the Lines –                                                      | — | — | — | — | — | Country38 (12 Wo.)Country |                                                     |
| 1988 | Under the Boardwalk What She Does Best                                        | — | — | — | — | — | Country24 (17 Wo.)Country |                                                     |
| 1988 | What He Does Best What She Does Best                                          | — | — | — | — | — | Country50 (10 Wo.)Country |                                                     |
| 1989 | How Many Hearts What She Does Best                                            | — | — | — | — | — | Country69 (6 Wo.)Country |                                                     |

grau schraffiert: keine Chartdaten aus diesem Jahr verfügbar
Weitere Singles
- 1969: Where’s the Playground, Bobby
- 1982: Midnight Train to Georgia
- 1984: Heart of the Matter
- 1992: Don’t Fence Me In
- 2004: Cry
- 2006: Full Moon in Baghdad
- 2007: I Won’t Leave You Lonely
- 2007: Just Like Jesse James
- 2010: Day One
- 2015: Drift Away Gospel
- 2015: Get Up Joseph

### Gastbeiträge
| Jahr | Titel Album            | Höchstplatzierung, Gesamtwochen, AuszeichnungChartplatzierungen (Jahr, Titel, Album, Platzierungen, Wochen, Auszeichnungen, Anmerkungen) | Höchstplatzierung, Gesamtwochen, AuszeichnungChartplatzierungen (Jahr, Titel, Album, Platzierungen, Wochen, Auszeichnungen, Anmerkungen) | Anmerkungen  |
| Jahr | Titel Album            | US | Country | Anmerkungen  |
| ---- | ---------------------- | --- | --- | ------------ |
| 1986 | Fools For Each Other – | — | Country49 (9 Wo.)Country | mit Ed Bruce |

## Auszeichnungen
- 1970: Grammy Award für die Single Rose Garden – Best Female Country Vocal Performance
- 2015: Benennung eines Asteroiden nach ihr: (13644) Lynnanderson[11]